# Замок маврів
Замок маврів, або Мавританський замок (порт. Castelo dos Mouros) — середньовічний замок на вершині пагорба, розташований у центральній португальській парафії Санта-Марія-е-Сан-Мігел, в муніципалітеті Сінтра, приблизно за 25 км на північний захід від Лісабона. Побудований маврами у VIII та IX століттях, був важливим стратегічним пунктом під час Реконкісти. Захоплений християнськими силами після падіння Лісабона у 1147 році. Класифікується як національний пам'ятник, частина культурного ландшафту Сінтри, об'єкт Всесвітньої спадщини ЮНЕСКО.

## Історія

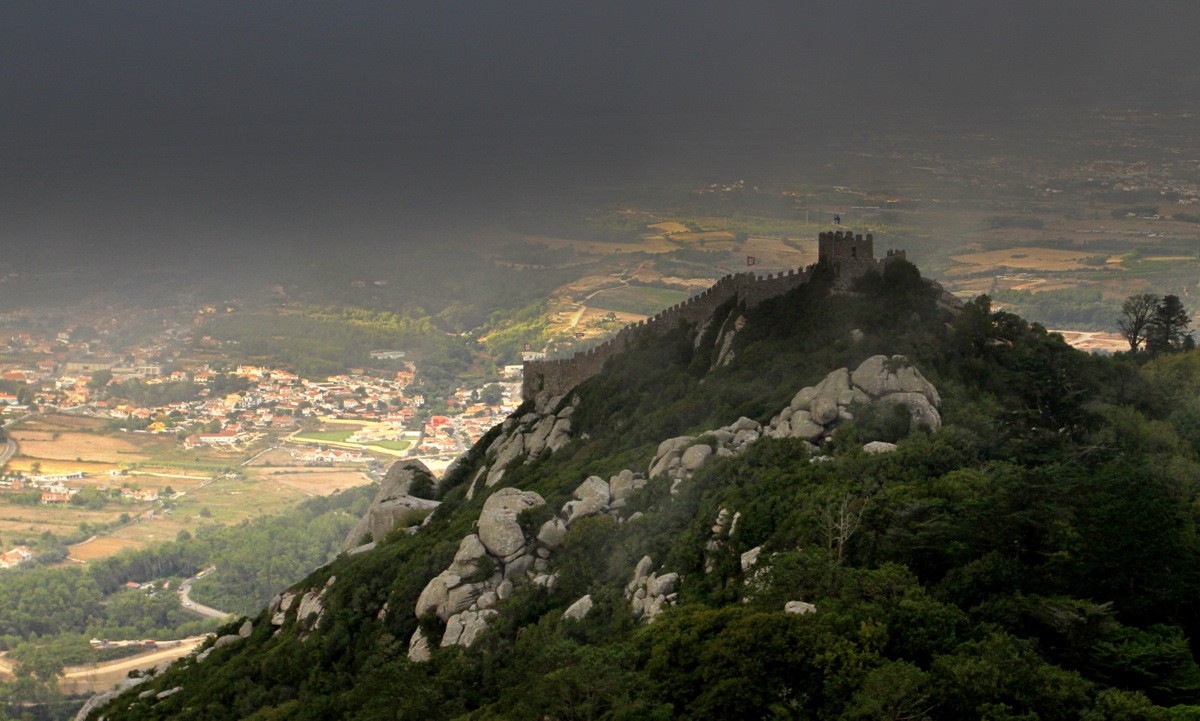
Замок маврів у тумані, з видом на історичне містечко Сінтра

Замок був побудований у VIII—IX століттях, у період мусульманської Іберії, як центральне місце на території, яка була насамперед сільськогосподарською, і був необхідним для захисту її населення.
У 1031 році, після втрати Кордоби до династії Алморавідів, король Бадахос вирішив передати Альфонсу VI кілька територій на Піренейському півострові (серед них Сінтра), щоб досягти союзу з християнським королем. Ця передача не призвела до поліпшення безпеки, і замок був втрачений під час вторгнення Алморавідів.
Після завоювання Лісабона (1147 р.) силами, відданими Афонсу І, замок добровільно здався християнським силам. Афонсу І доручив охорону замку 30 жителям, надавши їм привілеї у форалі (хартії), підписаному монархом у 1154 році. Хартія пропонувала переселенцям зайняти та заселити замок, як механізм гарантування безпеки та розвитку регіону.
У другій половині XII століття каплиця, збудована в стінах замку, стала центром парафії. Після цього відбулися реконструкція та будівництво за ініціативи короля Португалії Саншу І.
У 1375 р. Король Португалії Фернанду I під керівництвом Жоао Аннеша де Альмади наказав відбудувати замок. Хоча структура була добре укріплена до 1383 р., її військове значення поступово зменшувалося, оскільки дедалі більше мешканців покидали замок і переселялися до села Сінтра.
Хоча каплиця ще служила центром релігійної діяльності на початку XV століття, до 1493 року вона була покинута і пізніше використовується лише невеликою єврейською громадою парафії. Після цього в XVI столітті центр парафії було перенесено з церковної парафії Сан-Педру у замку до нової парафіяльної церкви в селі. Євреї, що займали та використовували споруди в замку, були вигнані Мануелем I, і замок став повністю покинутим.
Лісабонський землетрус 1755 р. завдав значної шкоди каплиці та вплинув на стабільність замку. Відвідавши каплицю, Франциско де Альмейда Йордао описав, що каплиця (1768 р.) має «головні двері на сході, а на півдні — інші менші двері та вікно… На додаток до мальованого зображення на вівтарі була ще одна скеля, яка вже існує в ермітажі Санта-Євфемія, звідки вони її взяли». Літографія Бернета 1830 року увічнила місце каплиці в Замку.
До 1838 р. вежі вже були в руїнах, коли у 1840 р. Фернанду II взявся за завдання збереження та поліпшення стану замку, для чого він виділяв 240 реалів щорічно. Він укріпив стіни, заліснив простір, створив доглянуті куточки та зберіг каплицю. Уздовж південного краю каплиці він збудував монумент для збору кісток, виявлених під час громадських робіт, посадив дерево в центральній наві каплиці. За реформами наглядав барон фон Ешевеге, але, ймовірно, значно ускладнив археологічні дослідження території.
В кінці XIX століття адміністратор Лісової служби Карлос де Ногейра доручив декілька проектів у замку та каплиці.
У 1939 році DGEMN долучився до реконструкції замкових стін, окрім бічних дверей каплиці.

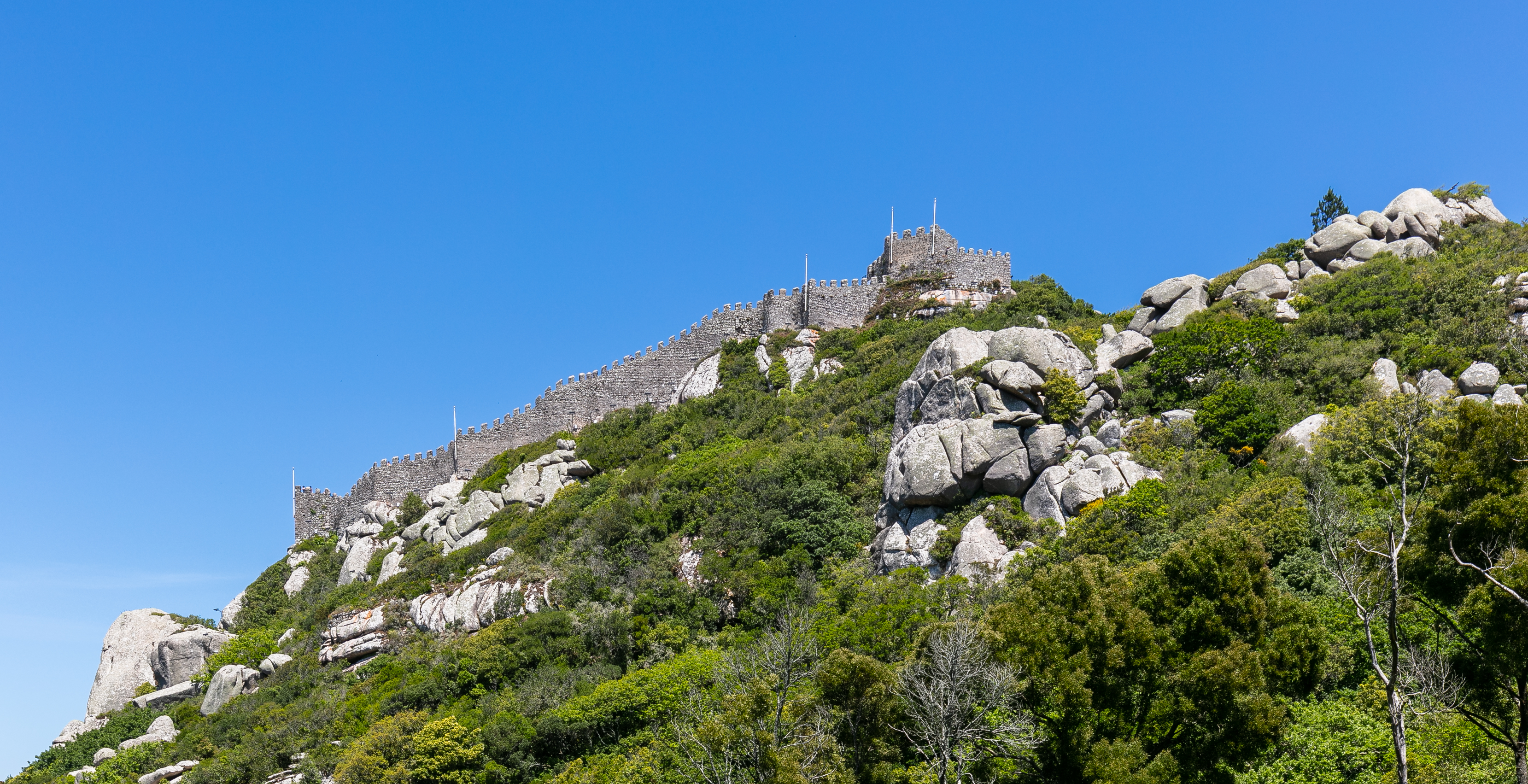
Частина реконструйованої стіни знизу.

З огляду на новоспечений туристичний ринок, в 1954 р. кілька скель були очищені, щоб встановити місце для пікніка біля замку, а в 1965 р. було встановлено трансформатор для забезпечення освітлення.
У 1979 р. служби культури Португалії розпочали археологічні розкопки в каплиці Сан-Педро, які виявили існування середньовічних похоронних гробниць, що відносяться до межі XIII століття.
26 червня 1996 року Міністерство культури оголосило територію замку зоною особливого інтересу (порт. Zona Especial de Protecção do imóvel).
Влітку 1986 року скаути брали участь у проектах зі зміцнення стін цементом та очищення майданчиків, що підтримуються CMS.

У 2001 р. були проведені різні втручання, пов'язані з очищенням майна, очищенням підросту та заростанням лісом та встановленням електричної коробки вздовж однієї зі стін.

## Розташування

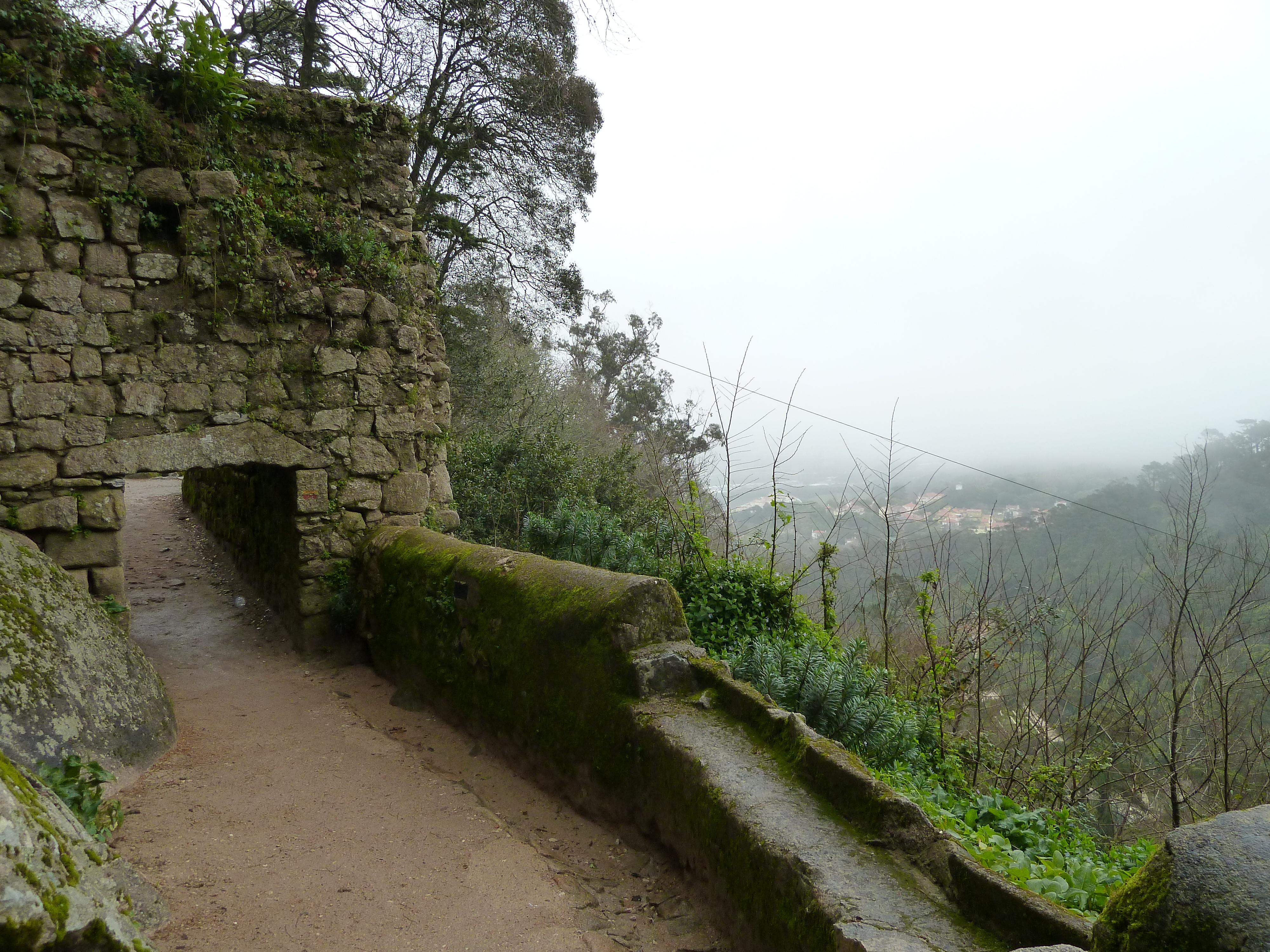
Зовнішня стіна, з її коротким вузьким входом та бортиками

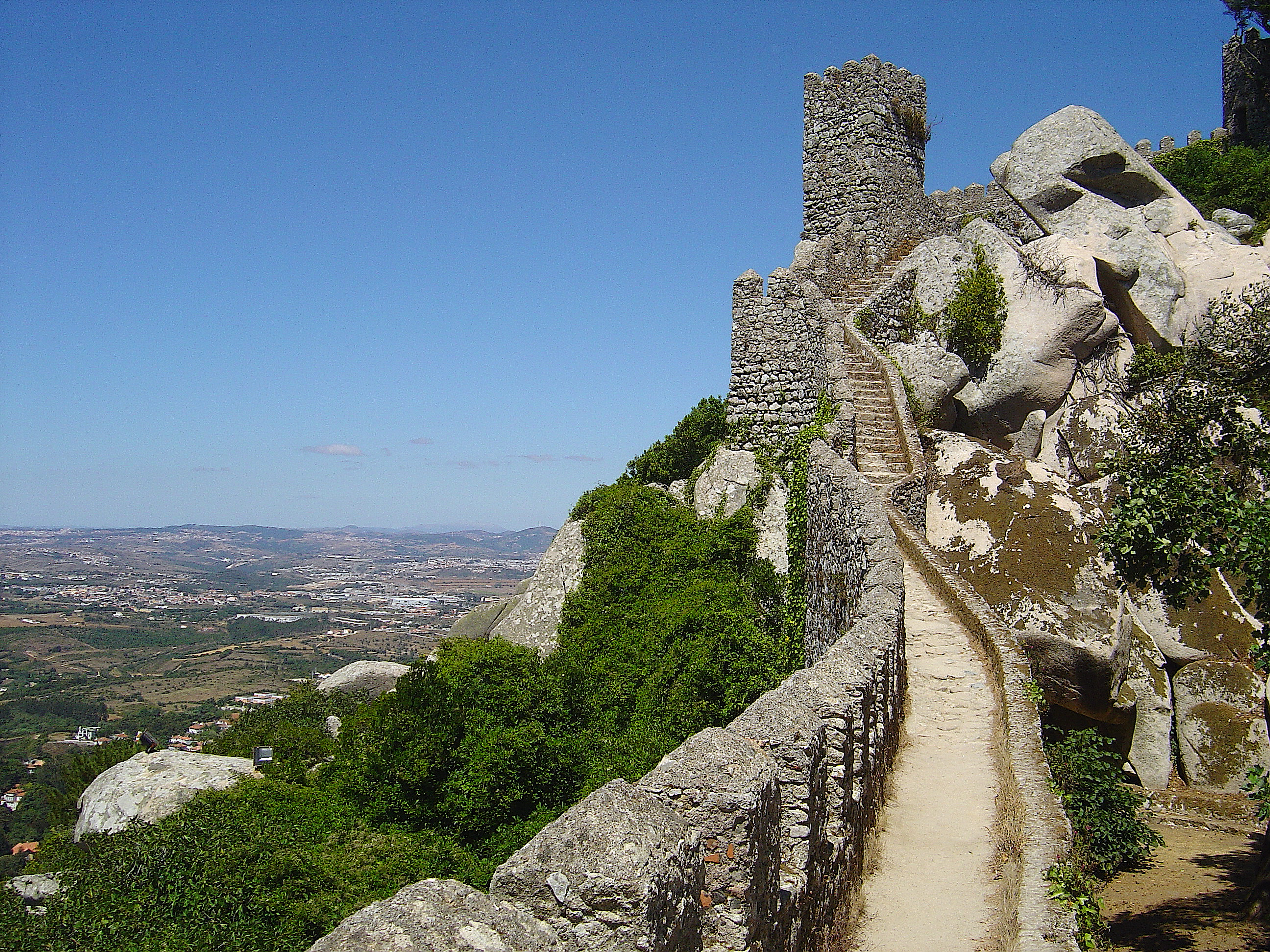
Внутрішні стіни на північній частині замку

Розташований на вершині гір Сінтра, звідки відкривається панорамний вид на муніципалітет Сінтра, а в ясний день на Мафру та Ерійсейру. Від Санта-Марія-е-Сан-Мігель можна дістатися через захищені воротами та турнікет, або під'їздом через дорогу до Палацу Пена. Замок розташований в межах природного парку Сінтра-Кашкайш, на північному фланзі гір Сінтри, де схили мають перепад до 40 %. Сірра-Сінтра, відомий місцевим, складається з виверженого масиву з великою кількістю гранітних, сієнітів, габро і діорітових скельних утворень, з ґрунтами, що складаються з літоліків, гумусів, гранітів.
Клімат характеризується низькими температурами та підвищеними опадами, через близькість до моря, рельєф та густу рослинність. Місцева рослинність густа і різноманітна, з великим відсотком екзотики, введеної в 16 столітті доном Жоао де Каштру, а в 19 столітті — Фердинанда II і Френсіса Кука. Крім того, фауна характеризується подібним розмаїттям і була інтегрована в королівські маєтки та мисливські угіддя.
У безпосередній близькості від замку розташовано безліч інших місць, включаючи Сад Пена (порт. Parque da Pena), садибу Пенья-Верде (порт. Quinta da Penha Verde), садиба Регалейра (порт. Quinta da Regaleira), маєток Релуджо (порт. Quinta do Relógio) та парк Монсеррат (порт. Parque de Monserrate). Замок маврів та інші об'єкти в регіоні виступають головною принадою для туризму, основним напрямком діяльності в цьому регіоні.

## Архітектура

### Замок

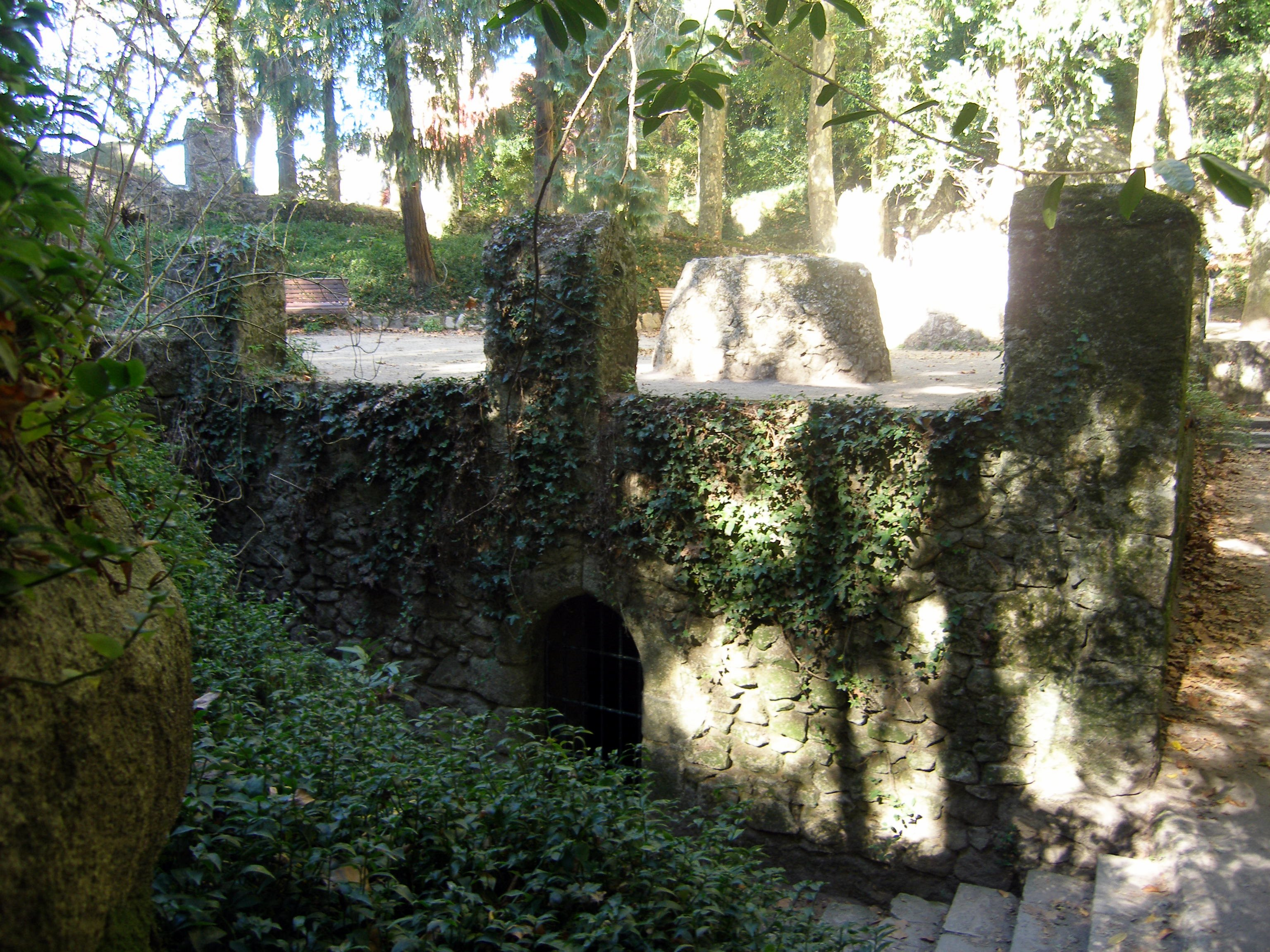
Велика цистерна, яка забезпечувала воду для замку

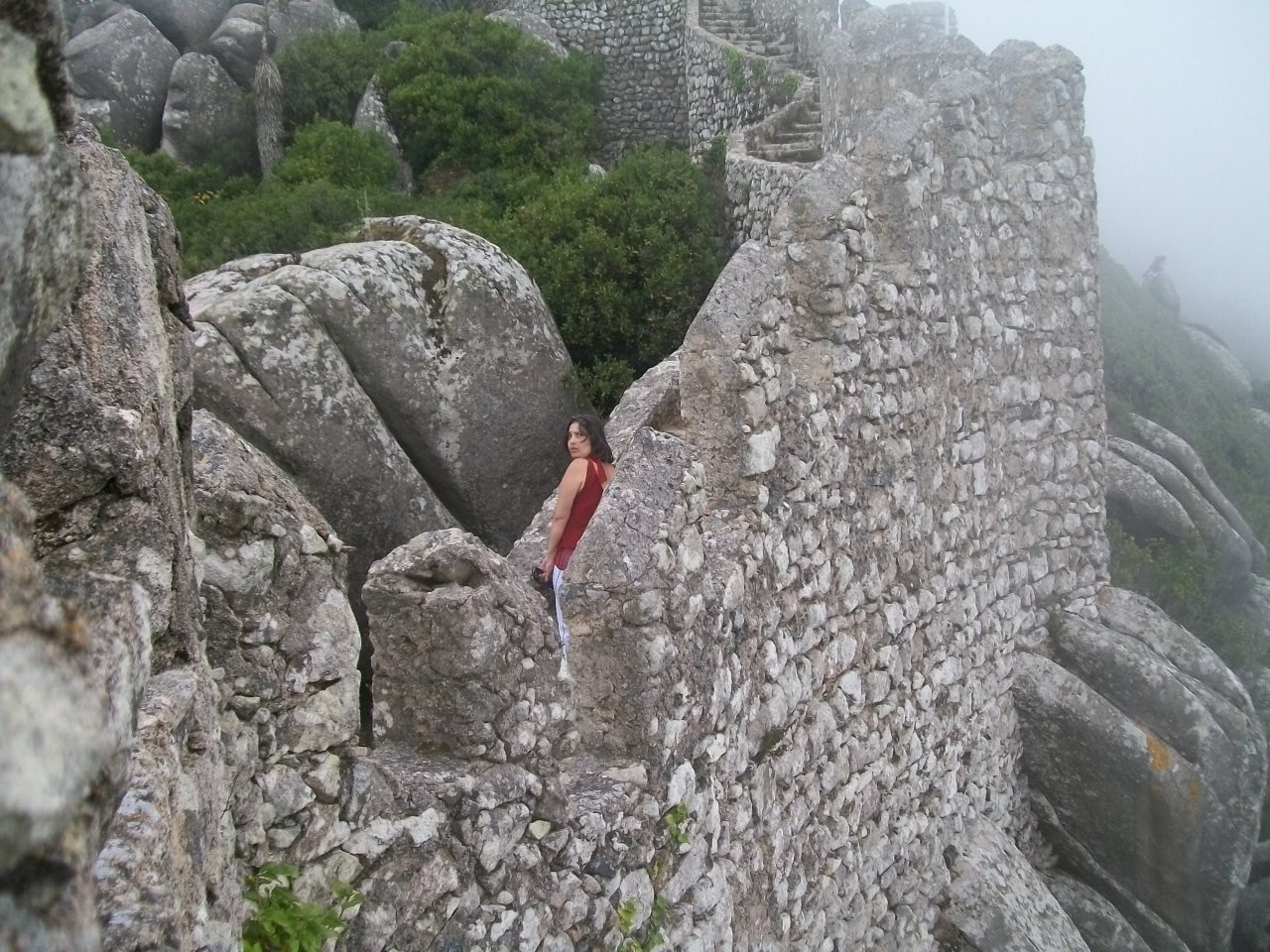
Замок є однією з безлічі історичних будівель, що складають культурний ландшафт Сінтра, об'єкт всесвітньої спадщини ЮНЕСКО, популярний серед туристів

Замок — це нерегулярно запланований військовий форпост периметром 450 метрів на вершині гірської скелі, орієнтованої з південного заходу на північний захід. Він складається з подвійної лінії військових стін, що виступають над гранітною місцевістю. Його місце на вершині пагорба, оточене природною та екзотичною рослинністю, підкреслює романтичний характер. Цей замок, зважаючи на своє географічне розташування та структуру, вважався поряд із Сантареном одним із головних пунктів військового плану Белата (мусульманська провінція, яка відповідає теперішнім Рібатежо та Естремадурі). Маєток було перероблено та розширено з часом, що призвело до руїн епохи романтизму, що включало шкоду, заподіяну з часом та роботи Фердинанда II. Вежі, які спочатку включали два поверхи, мають видозмінений вигляд, без багатьох внутрішніх поділів чи покрівель, характерних для того періоду. Однак розташування башточок, схоже, збігається зі струтурою, зображеною на гравюрах Дуарте де Армаша.
Зовнішні стіни відкриваються поблизу Абельєри (на захід від Тапада-душ-Бічуш), де навколо вершини замку звиваються кілька доріжок. Друге кільце стін укріплює замок як круглими, так і квадратними баштами, товстими настінними бортиками та перилами, увінчаними пірамідами у формі мерлонів. На цій другій стіні знаходиться головний вхід до замку, захищений двома баштами та бойовими нахилами. Біля цих вторинних стін та входу знаходяться головні руїни старих будівель, відповідні підвалам, стійлам тварин та цистернам. Підземна цистерна, доступна з триметрового під'їзду, завдовжки 18 метрів шириною 6 метрів та висотою 6 метрів, куди вода збиралася з отворів на її «даху». Внутрішні стіни мають п'ять прямокутних веж та одну круглу вежу, переповнену пірамідальними мелонами, а оточуючі будівлі є залишками старих споруд. Невеликі двері, раніше вкриті підлещиком, відкриваються до північного фасаду замку, що колись називався Ворота Зрадників, що виходять на головну «військову площу». У південно-західному куті знаходиться найвища вежа, відома як королівська вежа .
По периметру замку існують різні бункери та сховища, що походять ще від арабської завоювання, багато з яких покриті рослинами.

### Каплиця

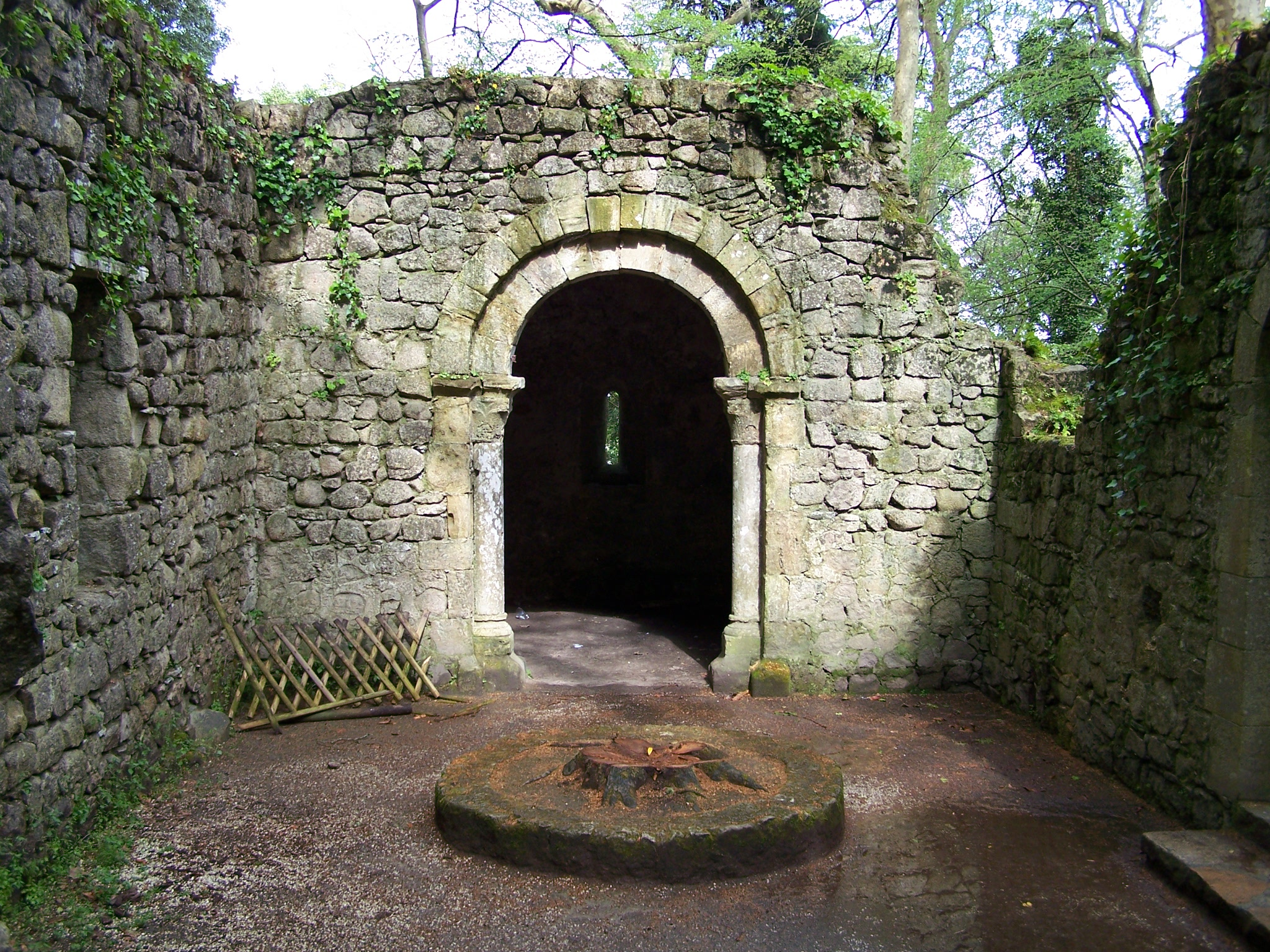
Каплиця Сан-Педро-де-Пенаферрім, з арочним дверним отвором та декорованими капітелями

Каплиця з прямокутною навою і вузьким нижнім пресбітерієм лежить поза вторинною стіною, недалеко від входу. Ці руїни були побудовані вапняковою кладкою, а до інтер'єру можна дістатись із західного чи південного фасадів. Південна стіна підкреслена арочним дверним отвором, підкріпленим колонадами та декоративними капітелями, з рослинними або фантастичними мотивами (грифонами та василісками). Північний фасад з 1,5-метровим отвором відповідає примітивним дверям, піднятим через акцентовану місцевість. Тріумфальна арка, поставлена на подвійні колони, спираючись на аналогічний портал на півдні, включає різьблені капітелі з фітоморфними рамками та залишками дверей. Основна каплиця має колискове склепіння із залишками фресок, що представляють ореол на небі із фігурою, відповідною святому-покровителю, оточену квітковими та геометричними мотивами, оточеними фризом із геометричними малюнками. Поряд з областю, призначеною для промов, є невелика прямокутна ніша для культового обладнання. Той факт, що каплиця була розташована в стінах замку, призвів до традиційного уявлення, що споруда служила мечеттю до Реконкісти. Хоча, ймовірно, існувало інше місце культу для мусульманського населення, конкретної асоціації з цією будівлею немає.